# Ay (dwuznak)
Ay – dwuznak występujący w językach angielskim i francuskim. W angielszczyźnie reprezentuje najczęściej dźwięk /ai/ i występuje zwykle na końcu słowa. We francuszczyźnie oznacza /ɛj/ przed samogłoską (jak w ayant) lub /ɛ.i/ przed spółgłoską (jak w pays), a na końcu zdania jako /e/.